# The Incorruptible Crown
The Incorruptible Crown è un cortometraggio muto del 1915 diretto da Frank Wilson.

## Trama
Un evaso si nasconde a bordo di una nave che affonda.

## Produzione
Il film fu prodotto dalla Hepworth.

## Distribuzione
Distribuito dalla Hepworth, il film - un cortometraggio in tre rulli - uscì nelle sale cinematografiche britanniche nel maggio 1915.
Fu distrutto nel 1924 dallo stesso produttore, Cecil M. Hepworth. Fallito, in gravissime difficoltà finanziarie, Hepworth pensò in questo modo di poter almeno recuperare il nitrato d'argento della pellicola.